# Zápas na Letních olympijských hrách 1972
Zápas na Letních olympijských hrách 1972 v Mnichově nabídl souboje o dvacet sad medailí, a to v deseti váhových kategoriích ve volném stylu a v deseti v řecko-římském.

## Medailisté

### Volný styl
| Kategorie | Zlato                                            | Stříbro                                        | Bronz                                       |
| --------- | ------------------------------------------------ | ---------------------------------------------- | ------------------------------------------- |
| 48 kg     | Roman Dmitrijev · Sovětský svaz (URS)            | Ogňan Nikolov · Bulharsko (BUL)                | Ebráhím Džavádí · Írán (IRI)                |
| 52 kg     | Kijomi Kato · Japonsko (JPN)                     | Arsen Alachverdijev · Sovětský svaz (URS)      | Kim Gwong-Hyong · Severní Korea (PRK)       |
| 57 kg     | Hideaki Janagida · Japonsko (JPN)                | Richard Sanders · Spojené státy americké (USA) | László Klinga · Maďarsko (HUN)              |
| 62 kg     | Zagalav Abdulbekov · Sovětský svaz (URS)         | Vehbi Akdağ · Turecko (TUR)                    | Ivan Krastev · Bulharsko (BUL)              |
| 68 kg     | Dan Gable · Spojené státy americké (USA)         | Kikuo Wada · Japonsko (JPN)                    | Ruslan Ašuralijev · Sovětský svaz (URS)     |
| 74 kg     | Wayne Wells · Spojené státy americké (USA)       | Jan Karlsson · Švédsko (SWE)                   | Adolf Seger · Západní Německo (FRG)         |
| 82 kg     | Levan Tedyjašvili · Sovětský svaz (URS)          | John Peterson · Spojené státy americké (USA)   | Vasile Iorga · Rumunsko (ROU)               |
| 90 kg     | Benjamin Peterson · Spojené státy americké (USA) | Gennadij Strachov · Sovětský svaz (URS)        | Károly Bajkó · Maďarsko (HUN)               |
| 100 kg    | Ivan Jarygin · Sovětský svaz (URS)               | Chorloogijn Bajanmönch · Mongolsko (MGL)       | József Csatári · Maďarsko (HUN)             |
| +100 kg   | Alexandr Medveď · Sovětský svaz (URS)            | Osman Duraliev · Bulharsko (BUL)               | Chris Taylor · Spojené státy americké (USA) |

### Řecko-římský zápas
| Kategorie | Zlato                                     | Stříbro                                                     | Bronz                             |
| --------- | ----------------------------------------- | ----------------------------------------------------------- | --------------------------------- |
| 48 kg     | Gheorghe Berceanu · Rumunsko (ROU)        | Rahím Alíabádí · Írán (IRI)                                 | Stefan Angelov · Bulharsko (BUL)  |
| 52 kg     | Petar Kirov · Bulharsko (BUL)             | Kóičiró Hirajama · Japonsko (JPN)                           | Giuseppe Bognanni · Itálie (ITA)  |
| 57 kg     | Rustam Kazakov · Sovětský svaz (URS)      | Hans-Jürgen Veil · Západní Německo (FRG)                    | Risto Björlin · Finsko (FIN)      |
| 62 kg     | Georgi Markov · Bulharsko (BUL)           | Heinz-Helmut Wehling · Německá demokratická republika (GDR) | Kazimierz Lipień · Polsko (POL)   |
| 68 kg     | Šamil Chisamutdinov · Sovětský svaz (URS) | Stojan Apostolov · Bulharsko (BUL)                          | Gian-Matteo Ranzi · Itálie (ITA)  |
| 74 kg     | Vítězslav Mácha · Československo (TCH)    | Petros Galaktopulos · Řecko (GRE)                           | Jan Karlsson · Švédsko (SWE)      |
| 82 kg     | Csaba Hegedűs · Maďarsko (HUN)            | Anatolij Nazarenko · Sovětský svaz (URS)                    | Milan Nenadić · Jugoslávie (YUG)  |
| 90 kg     | Valerij Rezancev · Sovětský svaz (URS)    | Josip Čorak · Jugoslávie (YUG)                              | Czesław Kwieciński · Polsko (POL) |
| 100 kg    | Nicolae Martinescu · Rumunsko (ROU)       | Nikolaj Jakovenko · Sovětský svaz (URS)                     | Ferenc Kiss · Maďarsko (HUN)      |
| +100 kg   | Anatolij Roščin · Sovětský svaz (URS)     | Aleksandar Tomov · Bulharsko (BUL)                          | Victor Dolipschi · Rumunsko (ROU) |

## Přehled medailí
| Pořadí | Země                                 | Zlato | Stříbro | Bronz | Celkově |
| ------ | ------------------------------------ | ----- | ------- | ----- | ------- |
| 1      | Sovětský svaz (URS)                  | 9     | 4       | 1     | 14      |
| 2      | Spojené státy americké (USA)         | 3     | 2       | 1     | 6       |
| 3      | Bulharsko (BUL)                      | 2     | 4       | 2     | 8       |
| 4      | Japonsko (JPN)                       | 2     | 2       | 0     | 4       |
| 5      | Rumunsko (ROU)                       | 2     | 0       | 2     | 4       |
| 6      | Maďarsko (HUN)                       | 1     | 0       | 4     | 5       |
| 7      | Československo (TCH)                 | 1     | 0       | 0     | 1       |
| 8      | Írán (IRI)                           | 0     | 1       | 1     | 2       |
| 8      | Švédsko (SWE)                        | 0     | 1       | 1     | 2       |
| 8      | Západní Německo (FRG)                | 0     | 1       | 1     | 2       |
| 8      | Jugoslávie (YUG)                     | 0     | 1       | 1     | 2       |
| 12     | Německá demokratická republika (GDR) | 0     | 1       | 0     | 1       |
| 12     | Řecko (GRE)                          | 0     | 1       | 0     | 1       |
| 12     | Mongolsko (MGL)                      | 0     | 1       | 0     | 1       |
| 12     | Turecko (TUR)                        | 0     | 1       | 0     | 1       |
| 16     | Itálie (ITA)                         | 0     | 0       | 2     | 2       |
| 16     | Polsko (POL)                         | 0     | 0       | 2     | 2       |
| 18     | Finsko (FIN)                         | 0     | 0       | 1     | 1       |
| 18     | Severní Korea (PRK)                  | 0     | 0       | 1     | 1       |
| Celkem | Celkem                               | 20    | 20      | 20    | 60      |

## Zúčastněné země
Do bojů o medaile zasáhlo 392 zápasníků z 50 zemí:
| - Afghánistán (8) - Argentina (3) - Austrálie (3) - Rakousko (4) - Belgie (2) - Bulharsko (20) - Kanada (9) - Kuba (7) - Československo (10) - Dánsko (3) - Německá demokratická republika (17) - Egypt (4) - Finsko (10) |  | - Francie (5) - Velká Británie (6) - Řecko (9) - Guatemala (4) - Maďarsko (18) - Indie (8) - Írán (14) - Izrael (2) - Itálie (7) - Japonsko (20) - Libanon (2) - Mexiko (9) - Mongolsko (13) |  | - Maroko (3) - Nizozemsko (1) - Nový Zéland (1) - Severní Korea (2) - Norsko (5) - Pákistán (2) - Panama (2) - Peru (4) - Filipíny (3) - Polsko (18) - Portugalsko (3) - Čínská republika (1) |  | - Rumunsko (20) - Senegal (4) - Jižní Korea (4) - Sovětský svaz (20) - Švédsko (7) - Švýcarsko (9) - Sýrie (2) - Tunisko (2) - Turecko (16) - Spojené státy americké (19) - Západní Německo (17) - Jugoslávie (10) |